# Кросценко-над-Дунайцем (гмина)
Кросценко-над-Дунайцем (пол. Krościenko nad Dunajcem) — сельская гмина (волость) в Польше, входит как административная единица в Новотаргский повет, Малопольское воеводство. Население — 6362 человека (на 2004 год).

## Демография
| Перепись                       | Всего   | Всего | Женщины | Женщины | Мужчины | Мужчины |
| ------------------------------ | ------- | ----- | ------- | ------- | ------- | ------- |
| Единицы                        | человек | %     | человек | %       | человек | %       |
| Население                      | 6362    | 100   | 3247    | 51      | 3115    | 49      |
| Плотность населения (чел./км²) | 111,1   | 111,1 | 56,7    | 56,7    | 54,4    | 54,4    |

## Поселения
1. Дзядове-Конты
2. Грывалд
3. Халушова
4. Конты
5. Нивки
6. Кросценко-над-Дунайцем
7. Кросница
8. Тылька
9. Бялы-Поток

## Соседние гмины
1. Гмина Чорштын
2. Гмина Лонцко
3. Гмина Охотница-Дольна
4. Щавница